# كيفن جونيور
كيفن جونيور (بالإنجليزية: Kevin Junior)‏ هو مغن مؤلف أمريكي، ولد في 26 ديسمبر 1969، وتوفي في 16 يناير 2016.